# UFC Fight Night: Condit vs. Kampmann 2
UFC Fight Night: Condit vs. Kampmann 2 è stato un evento di arti marziali miste tenuto dalla Ultimate Fighting Championship il 28 agosto 2013 al Bankers Life Fieldhouse di Indianapolis, Stati Uniti.

## Risultati
|                  | Divisione       |                  |                 |                  | Metodo                                        | Round           | Tempo           | Premio          |
| Card principale  | Card principale | Card principale  | Card principale | Card principale  | Card principale                               | Card principale | Card principale | Card principale |
| ---------------- | --------------- | ---------------- | --------------- | ---------------- | --------------------------------------------- | --------------- | --------------- | --------------- |
|                  | Pesi Welter     | Carlos Condit    | batte           | Martin Kampmann  | KO Tecnico (ginocchiate e pugni)              | 4               | 0:54            | FOTN            |
|                  | Pesi Leggeri    | Rafael dos Anjos | batte           | Donald Cerrone   | Decisione unanime (29-28, 29-28, 29-28)       | 3               | 5:00            |                 |
|                  | Pesi Welter     | Kelvin Gastelum  | batte           | Brian Melancon   | Sottomissione (rear naked choke)              | 1               | 2:26            |                 |
|                  | Pesi Welter     | Court McGee      | batte           | Robert Whittaker | Decisione non unanime (30-27, 27-30, 29-28)   | 3               | 5:00            |                 |
|                  | Pesi Gallo      | Takeya Mizugaki  | batte           | Erik Pérez       | Decisione non unanime (29-28, 28-29, 29-28)   | 3               | 5:00            |                 |
|                  | Pesi Medi       | Brad Tavares     | batte           | Robert McDaniel  | Decisione unanime (29-28, 29-28, 29-28)       | 3               | 5:00            |                 |
| Card preliminare |                 |                  |                 |                  |                                               |                 |                 |                 |
|                  | Pesi Medi       | Dylan Andrews    | batte           | Papy Abedi       | KO (pugni)                                    | 3               | 1:32            |                 |
|                  | Pesi Welter     | Brandon Thatch   | batte           | Justin Edwards   | KO Tecnico (pugni)                            | 1               | 1:22            | KOTN            |
|                  | Pesi Piuma      | Darren Elkins    | batte           | Hatsu Hioki      | Decisione unanime (29-28, 29-28, 29-28)       | 3               | 5:00            |                 |
|                  | Pesi Welter     | Jason High       | batte           | James Head       | Sottomissione (ghigliottina)                  | 1               | 1:41            |                 |
|                  | Pesi Welter     | Zak Cummings     | batte           | Ben Alloway      | Sottomissione (d'arce choke)                  | 1               | 4:19            | SOTN            |
|                  | Pesi Leggeri    | Roger Bowling    | NC              | Abel Trujillo    | No Contest (ginocchiata illegale di Trujillo) | 2               | 4:59            |                 |

## Premi
I lottatori premiati ricevettero un bonus di 50.000 dollari.
Legenda:
- FOTN: Fight of the Night (vengono premiati entrambi gli atleti per il miglior incontro dell'evento)
- KOTN: Knockout of the Night (viene premiato il vincitore per la migliore vittoria tramite KO dell'evento)
- SOTN: Submission of the Night (viene premiato il vincitore per la migliore vittoria tramite sottomissione dell'evento)

## Incontri annullati
|  | Divisione          |                 |        |                 | Motivo                                                                             |
|  | ------------------ | --------------- | ------ | --------------- | ---------------------------------------------------------------------------------- |
|  | Pesi Massimi       | Nandor Guelmino | contro | Derrick Lewis   | Lewis infortunato                                                                  |
|  | Pesi Welter        | James Head      | contro | Bobby Voelker   | Voelker venne scelto per affrontare Robbie Lawler a UFC on Fox: Johnson vs. Moraga |
|  | Pesi Welter        | Kelvin Gastelum | contro | Paulo Thiago    | Thiago infortunato                                                                 |
|  | Pesi Gallo Femmine | Sarah Kaufman   | contro | Sara McMann     | McMann diede forfait per problemi personali                                        |
|  | Pesi Mosca         | Dustin Ortiz    | contro | Justin Scoggins | Annullato senza motivazione                                                        |